# Нурали Алип
Нурали Пактули Алип (каз. Нұралы Пақтұлы Әліп; Актау, 22. децембар 1999) је казахстански фудбалер који тренутно наступа за Зенит из Санкт Петербурга. Игра на позицији одбрамбеног играча.

## Успеси
Каират
- Премијер лига Казахстана (1) : 2020.[5]
- Куп Казахстана  (2) : 2018,[6] 2021.[7]

 Зенит
- Премијер лига Русије (2) : 2021/22,[8] 2022/23.[9]
- Суперкуп Русије (2) : 2022,[10] 2023.[11]